# غلاديس كاليما زيكوسوكا
غلاديس كاليما زيكوسوكا (من مواليد 8 يناير 1970) هي طبيبة بيطرية أوغندية ومؤسسة منظمة الحفظ من خلال الصحة العامة، وهي منظمة مكرسة للتعايش بين الغوريلا الجبلية المهددة بالانقراض وغيرها من الحيوانات البرية والبشر والماشية في أفريقيا.
كانت كاليما زيكوسوكا أول مسؤولة بيطرية عن الحياة البرية في أوغندا، وكانت نجمة الفيلم الوثائقي لهيئة الإذاعة البريطانية غلاديس الطبيبة البيطرية الأفريقية. وفي عام 2009 فازت بجائزة وايتلي الذهبية لأعمالها في مجال الحفاظ على البيئة. في ديسمبر 2021، تم إعلانها بطلة الأرض للعلوم والابتكار لبرنامج الأمم المتحدة للبيئة لعملها مع مبادرة الصحة الواحدة.